# Lipothymus sundaicus
Lipothymus sundaicus är en stekelart som beskrevs av Wiebes 1967. Lipothymus sundaicus ingår i släktet Lipothymus och familjen fikonsteklar. Inga underarter finns listade i Catalogue of Life.